# Ensayo de corte directo "in situ"
El ensayo de corte directo "in situ" es uno de los ensayos "in situ" llevados a cabo para realizar el reconocimiento geotécnico de un terreno.
Los ensayos de corte "in situ" obedecen a los mismos principios y metodologías que los de laboratorio. Su empleo más típico es la determinación de la resistencia al corte de diaclasas o planos de debilidad de macizos rocosos.
Para ello, se talla un bloque de roca de las dimensiones requeridas, de forma que el plano que se desea ensayar se sitúe en la base del bloque. El tallado se hace a mano, de la forma más cuidadosa posible. A continuación, se rodea el bloque con un marco metálico, y se rellena el hueco entre el bloque y el marco con mortero (construcción). Una vez endurecido, se aplica la carga normal mediante gatos hidráulicos. Posteriormente se aplica la carga tangencial, también mediante gatos. Esta carga suele tener una cierta inclinación para evitar momentos sobre la base del bloque que impliquen distribuciones de tensiones no uniformes a lo largo del plano de rotura. Son usuales bloques de dimensiones de 50 cm x 50 cm, si bien se han realizado ensayos sobre áreas mayores. Al igual que en los ensayos de placa de carga, es frecuente recurrir a la ubicación en galerías.
La interpretación del ensayo es directa. Se miden desplazamientos en dirección horizontal y vertical. Se obtienen resultados sobre la deformabilidad de la diaclasa ensayada (módulos normal, transversal y de dilatancia), así como su resistencia al corte. La razón de ensayar bloques de gran tamaño suele ser el análisis de la influencia de rugosidades de gran escala en la resistencia.
En el caso de suelos o rocas blandas, puede ocurrir que la carga vertical esté relativamente próxima al valor límite de hundimiento. En estas circunstancias, la rotura no se produce por deslizamiento a lo largo del plano de la base, sino por fallo en la zona inferior, como una zapata con carga inclinada, y como tal debe interpretarse.
- Datos: Q8776345